# Incident de l'Arrow
Pour les articles homonymes, voir Arrow.

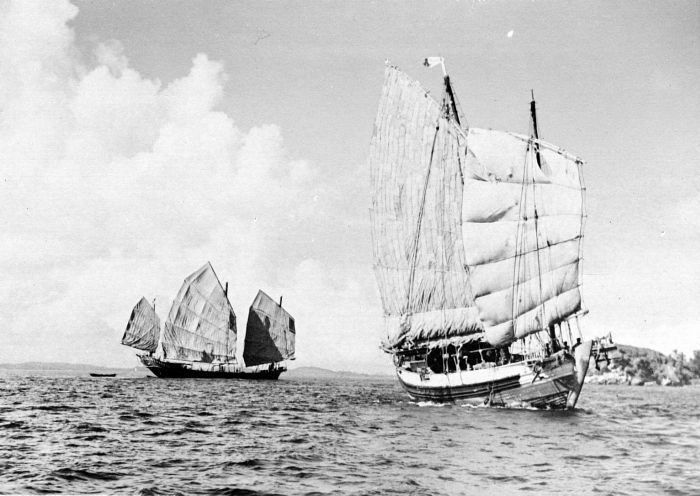
Une jonque (à gauche) et un lorcha (à droite). Les lorchas (tels que lArrow) étaient des navires à gréement de jonque et à coque de style européen.

L' incident de l'Arrow (en anglais « Arrow incident ») est un événement militaire mineur de la révolte des Taiping survenu le 8 octobre 1856 mais qui eut des implications critiques en termes de géopolitique en servant de casus belli aux empires coloniaux français et britannique pour la seconde guerre de l'opium.

## Contexte
Pour permettre aux navires marchands chinois d'opérer autour des ports concernés par le traité de Nankin avec les mêmes droits que les navires britanniques, les autorités britanniques permirent à de nombreux bateaux de s'enregistrer à Hong Kong. À cette période, les guerres intestines dans les rangs de la rébellion Taiping engendrent le début de grands massacres. Ye Mingchen alors gouverneur de Canton réprime largement la rébellion, procède à de grands massacres de dissidents et mène une lutte à terre et en mer contre les forces renégates.

## Incident de l'Arrow
En octobre 1856, des troupes de marines chinoises saisissent le cargo Arrow sur suspicion de piraterie et de trafic d'opium. 12 membres de l'équipage sur les 14 (tous chinois) furent arrêtés. L'Arrow avait préalablement été utilisé dans des actes de piraterie, capturé par le gouvernement chinois puis revendu. Il avait été par la suite enregistré à Hong Kong comme navire britannique mais continua à battre pavillon britannique même après expiration de son enregistrement ; pavillon qu'il arborait toujours au moment de son arrestation en octobre 1856. Son capitaine, Thomas Kennedy, qui était à bord d'un navire voisin au moment de l'incident déclara avoir vu les soldats chinois descendre et mettre à terre (« Put down ») le pavillon britannique au moment de l'intervention. Le consul britannique à Canton, Harry Parkes, contacta alors Ye Mingchen, commissaire impérial et Viceroi de Liangguang, pour demander la libération immédiate de l'équipage et des excuses officielles pour l'insulte faite au drapeau. Ye libéra 9 des membres d'équipage mais refusa de libérer les 3 derniers.

## Conséquences
Les empires coloniaux français et britanniques utilisèrent l'incident de l'Arrow comme motif pour la convocation de leurs flottes et le déclenchement de la seconde guerre de l'opium et le 23 octobre 1856 les Britanniques détruisirent les 4 forts barrières chinois sur la rivière des perles.

### Première bataille de Canton
Le 25 octobre 1856, les Britanniques demandèrent à pouvoir entrer dans la ville de Canton et le jour suivant, commencèrent à bombarder la ville, envoyant un obus toutes le 5 à 10 minutes. Ye Mingchen proposa une prime pour chaque soldat britannique abattu. Le 29 octobre, une brèche dans les murs de la ville permit aux Britanniques de prendre la ville sans rencontrer de résistance organisée. Le palais de Ye Mingchen fut pris également et un drapeau américain fut planté par James Keenan (Consul des États-Unis) sur sa résidence. Les négociations échouèrent cependant et le soir les troupes se replièrent et le bombardement de la ville reprit.

### Bataille du fort French Folly et dénouement de la crise de Canton
Le 6 novembre 1856, 23 jonques de guerre se plaçant sous la protection du fort French Folly, un Folly fort tenu par les troupes chinoises, attaquent les jonques Britanniques et les détruisent. Les Britanniques prennent ensuite le fort sans difficultés. Les troupes britanniques capturent finalement la ville et Ye Mingchen en décembre après un bombardement soutenu. Ye est envoyé comme prisonnier de guerre à Calcutta où il meurt un an plus tard.
Les Britanniques retournent à Hong Kong le 5 janvier 1857.